# テツバンザイ
テツバンザイ (1938年2月8日 - 1959年3月30日) は、日本の競走馬。主な勝ち鞍は1941年の阪神優駿牝馬、1942年の横浜記念。1941年には東京優駿競走にも出走し、4着に入線している。
競走引退後は英月という名前で繁殖牝馬となり、その牝系は現代まで残っている。

## 主なファミリーライン
- Morel 1805 ---No.1-b始祖
  - （9代省略）
    - *セレタ 1923
      - 英月 1938 ---↓改行

---↓英月牝系
牝系図の主要な部分（太字はGI級競走優勝馬）は以下の通り。
- 英月 1938
  - ケンタツキー 1947 ---→ケンタツキー牝系へ
  - クリミノル 1948（クモハタ記念）
  - ダイコロンブス 1949（クモハタ記念）
  - クリチカラ 1950（安田賞、日本経済賞、目黒記念（春）、スプリングH、金杯）
  - クリツバサ 1951
    - クリカシワ 1965（京阪杯）

  - クリノツキ 1953
    - クリゲン 1959
      - クリゲンノ壱 1964
        - ライバリュウ 1972
          - ライバコウハク 1979（中山大障害（春）、京都大障害（春）、京都大障害（秋））
          - ダイナエイコーン 1983（新潟3歳S）
            - エイコーンカップ 1988
              - サンデーエイコーン 1993
                - ハンドレッドスコア 2003
                  - センチュリオン 2012（マーチS）
                  - スターズインヘヴン 2014
                    - アーテルアストレア 2019（クイーン賞、レディスプレリュード、スパーキングレディーC）

        - ライバハクリュウ 1974
          - ダイナジャネット 1982
            - ダイワオーシュウ 1994（菊花賞2着）

      - クリシバ 1967（毎日王冠、ダービー卿CT、セントライト記念、京成杯オータムH）
      - クリムード 1969
        - ブルーフラール 1980（中山大障害（春））

  - クリバン 1958（東京牝馬特別）
    - クリミナミ 1966
      - ヒタチローズ 1973
        - ビザンレディー 1980
          - ツルマイアスワン 1987（ラジオたんぱ賞）

### ケンタツキー牝系
- ケンタツキー 1947 
  - クリホマレ 1953
    - クリホマレノ壱 1958
      - イチコ 1964（クイーンC）
        - アンセルモ 1972（牝馬東京タイムズ杯、クイーンS）
        - ティーアップ 1984
          - オギティファニー 1991（ダービー卿CT）
            - スパイシーキティ 2003
              - シーギリヤガール 2010（栄冠賞、北斗盃）

      - フジリンデン 1971（北九州記念）
      - シーエンゼル 1972
        - シーエコー 1978
          - シーキャリアー 1984（七夕賞）

    - クリツヒメ 1959
      - クリアトム 1967
        - クリノビュティ 1975
          - ロシアンブルー 1979（七夕賞、新潟記念）
          - クリナイン 1982
            - ローブモンタント 1991（阪神3歳牝馬S2着）

      - クリロット 1970
        - ミスホマレシロー 1975
          - ニシノライデン 1981（サンケイ大阪杯、阪神大賞典、鳴尾記念、京都新聞杯）

    - クリマサル 1960
      - クリチハヤ 1967
        - クリチハヤノ二 1972
          - ダイセキテイ 1979（目黒記念、ダイヤモンドS）

    - クリマロン 1964
      - クリコスモ 1975
        - サニーライト 1983（スプリングステークス）
        - クリロータリー 1984（アルゼンチン共和国杯、優駿牝馬2着）

      - フアットウイーゼル 1977
        - ベルベットグローブ 1983（フェブラリーH）
        - リアルタイム 1986
          - クリキャノン 1994
            - クリムゾンルージュ 2003
              - リンダリンダ 2013（東京プリンセス賞、サッポロクラシックC、イノセントC）

  - クリペロ 1955（天皇賞）
  - クリスミレ 1956
    - クリハード 1968
      - マルサンチヨクイン 1977
        - ホリノチヨクイン 1987
          - タヤスアゲイン 1995（青葉賞）

    - ダイタクブレインズ 1975
      - ダイタクヤマト 1994（スプリンターズS、スワンS、阪急杯）

  - クリヒデ 1958（天皇賞）
    - クリアヤメ 1965（カブトヤマ記念）
      - ビッグディザイアー 1978（北海道3歳ステークス）

    - クリケント 1967
      - クリエイゲツ 1980
        - ローズムーン 1989（中山大障害（秋））

    - クリイワイ 1969（アルゼンチンJCC、日刊スポーツ賞金杯）
    - クリトキワ 1973
      - グレートホープ 1986（北日本マイルCS南部杯、桐花賞3回、東北サラブレッド大賞典2回など）

    - ポイントメーカー 1980
      - モガミポイント 1985
        - モガミヒメ 1992
          - ビッグテンビー 1998
            - ローレルゲレイロ 2004（高松宮記念、スプリンターズS、東京新聞杯、阪急杯）
            - アメージングムーン 2010
              - ノースブリッジ 2018（アメリカJCC、エプソムC、札幌記念）

          - ゼフィランサス 2008
            - タイセイアヴァンセ 2016
              - ミトノユニヴァース 2021（ライデンリーダー記念、ネクストスター名古屋、新春ペガサスC）

            - ディープボンド 2017（京都新聞杯、阪神大賞典2回、フォワ賞）

  - ケンタツキーの七 1959
    - カチナロン 1965
      - カツアール 1976（宝塚記念、大井記念、帝王賞、ダイオライト記念、戸塚記念、黒潮盃）

  - クリベイ 1961（函館記念、クモハタ記念）
  - クリミナト 1963
    - クリレモン　1969
      - ビザンスター 1980
        - アラシ 1989（福島記念、中京記念）

    - カツミナト 1970
      - ビーフリー 1978
        - マロングラッセ 1984（金鯱賞）

牝系図の出典：Galopp-Sieger

## 血統表
| テツバンザイ(繁殖名英月)の血統 | テツバンザイ(繁殖名英月)の血統                   | テツバンザイ(繁殖名英月)の血統                   | （血統表の出典）                                 | （血統表の出典） |
| 父系                           | ゲインズバラ系                                   | ゲインズバラ系                                   | ゲインズバラ系                                   | [ § 2 ]          |
| 父 *トウルヌソル 1922 鹿毛     | 父の父Gainsborough 1915 鹿毛                     | Bayardo                                          | Bay Ronald                                       | Bay Ronald       |
| 父 *トウルヌソル 1922 鹿毛     | 父の父Gainsborough 1915 鹿毛                     | Bayardo                                          | Galicia                                          |                  |
| 父 *トウルヌソル 1922 鹿毛     | 父の父Gainsborough 1915 鹿毛                     | Rosedrop                                         | St. Frusquin                                     | St. Frusquin     |
| 父 *トウルヌソル 1922 鹿毛     | 父の父Gainsborough 1915 鹿毛                     | Rosedrop                                         | Rosaline                                         |                  |
| 父 *トウルヌソル 1922 鹿毛     | 父の母Soliste 1910 黒鹿毛                        | Prince William                                   | Bill of Portland                                 | Bill of Portland |
| 父 *トウルヌソル 1922 鹿毛     | 父の母Soliste 1910 黒鹿毛                        | Prince William                                   | La Vierge                                        |                  |
| 父 *トウルヌソル 1922 鹿毛     | 父の母Soliste 1910 黒鹿毛                        | Sees                                             | Chesterfield                                     | Chesterfield     |
| 父 *トウルヌソル 1922 鹿毛     | 父の母Soliste 1910 黒鹿毛                        | Sees                                             | La Goulue                                        |                  |
| 母 *セレタ 1923 鹿毛           | 母の父Ballyeaston 1916 鹿毛                      | Marcovil                                         | Marco                                            | Marco            |
| 母 *セレタ 1923 鹿毛           | 母の父Ballyeaston 1916 鹿毛                      | Marcovil                                         | Lady Villikins                                   |                  |
| 母 *セレタ 1923 鹿毛           | 母の父Ballyeaston 1916 鹿毛                      | Minstrelsy                                       | Minstead                                         | Minstead         |
| 母 *セレタ 1923 鹿毛           | 母の父Ballyeaston 1916 鹿毛                      | Minstrelsy                                       | Singing Bird                                     |                  |
| 母 *セレタ 1923 鹿毛           | 母の母The Shrew 1914 黒鹿毛                      | St. Amant                                        | St. Frusquin                                     | St. Frusquin     |
| 母 *セレタ 1923 鹿毛           | 母の母The Shrew 1914 黒鹿毛                      | St. Amant                                        | Lady Loverule                                    |                  |
| 母 *セレタ 1923 鹿毛           | 母の母The Shrew 1914 黒鹿毛                      | Shrewd                                           | St. Maclou                                       | St. Maclou       |
| 母 *セレタ 1923 鹿毛           | 母の母The Shrew 1914 黒鹿毛                      | Shrewd                                           | Pawky                                            |                  |
| 母系(F-No.)                    | (FN:1-b)                                         | (FN:1-b)                                         | (FN:1-b)                                         | [ § 3 ]          |
| 5代内の近親交配                | St. Frusquin 4×4、Hampton 5×5、St. Simon 5.5×5.5 | St. Frusquin 4×4、Hampton 5×5、St. Simon 5.5×5.5 | St. Frusquin 4×4、Hampton 5×5、St. Simon 5.5×5.5 | [ § 4 ]          |
| 出典                           | 1. 2. 3. 4.                                      | 1. 2. 3. 4.                                      | 1. 2. 3. 4.                                      | 1. 2. 3. 4.      |